# 三重社会保険事務局
三重社会保険事務局（みえしゃかいほけんじむきょく）は、三重県津市にあった社会保険庁の地方支分部局で、三重県を管轄していた。

## 管内社会保険事務所等
- 三重社会保険事務局津社会保険事務室（津社会保険事務所）
- 四日市社会保険事務所
- 松阪社会保険事務所
- 伊勢社会保険事務所
- 尾鷲社会保険事務所（三重社会保険事務局尾鷲事務所）